# Collapse
Collapse (укр. Колапс) — відеогра у жанрі шутера від третьої особи з елементами слешера, створена українською командою Creoteam та видана 22 вересня 2008 року. У травні 2010 року вийшов аддон — Collapse: The Rage.
За межами СНД гра видавалася під назвою Collapse: Devastaded World.
Дія гри відбувається в майбутньому на території так званого «Звалища», розташованого в місті Києві і околицях після загадкової катастрофи та ізольованого від решти світу. Collapse розповідає історію Родана, останнього Лорда цих земель, якому належить розгадати змову проти Лордів і домогтися свободи для жителів «Звалища».

## Ігровий процес

Родан в бою проти найманця

Гра поєднує в собі елементи шутера від третьої особи і слешера, де гравець, виступаючи в ролі чоловіка Родана, повинен знищувати ворогів за допомогою стрілецької та холодної зброї.
У розпорядженні персонажа може бути три види зброї: розкладний меч, пістолети та кулемети/дробовики/снайперські рушниці, ракетні установки. Меч може завдавати різних типів атаки й розкладатися в різні форми, коли гравець виконує комбінації атак — чергування ударів і пауз. Стоячи близько біля ворогів, Родан може роззброювати їх чи добивати, якщо спіймає влучний момент. Він також здатний поставити блок мечем, щоб захиситися від ближнього нападу. Стрілецька зброя та боєприпаси випадають з убитих найманців або можуть бути знайдені у сховках. Подекуди на стінах намальовано стрілки, що підказують куди рухатися.
Здоров'я персонажа показується на екрані у вигляді шкали. Поповнюється «регенераторами», які поділяються на малі, середні (автоматично відновлюють частину здоров'я) та повні (відновлюють все за командою, максимум три в запасі). Отримати їх можна, як і боєприпаси, з ворогів і сховків. На «Звалищі» можна відшукати «елементи ДНК», кожен з яких повністю лікує протагоніста, а якщо мати їх три, запас здоров'я Родана збільшується.
Впродовж бою Родан накопичує запас енергії, яка витрачається на «енергетичні прийоми». Їх існує кілька різновидів: «вакуум» (розкидає ворогів), «фантом» (створює примарну копію Родана для відволікання ворогів), «розлом» (удар блискавкою вперед) і «викривлення часу» (сповільнення всього навколо Родана).
Головний герой володіє КПК, де міститься інформація про зустрінених ворогів, зброю, корисні предмети, підказки щодо гри. Періодично на КПК приходять повідомлення від інших персонажів, які супроводжують і доповнюють сюжет. Гравець може «зателефонувати» іншим персонажам аби дізнатися деталі.

## Сюжет

### Передісторія
У 2013 році в центрі Києва сталася катастрофа, причини якої так і залишилися таємницею. Більша частина України перетворилася на величезну аномальну зону. Величезна кількість людей загинули або пропали безвісти, а ті, хто вижив, розповідали про непоясненні події в регіоні лиха. Аномалія не проглядалася з супутника, а всякі спроби вивчити її давали мізерні результати. Через п'ять років затишшя після катастрофи, трапилася «Перша Агресія» — аномалія почала стрімко розростатися, захоплюючи територію Європи і породжуючи тисячі кровожерливих істот. Однак з незрозумілих причин істоти не змогли пристосуватися до земних умов і на якийсь час їхній наступ припинився.
Поява дивних істот, схожих на людей, стала першою причиною, з якої оголосили карантин. Навколо аномалії була зведена «Лінія смерті» — стіна з бронеплит з мінними полями і кулеметними гніздами по периметру. Невдовзі було відкрито існування згустків так званої терра-енергії в зоні лиха, які давали надлюдські здібності, але в той же час руйнували організм. З їх допомогою можна було навіть закрити джерело аномалій, для чого було збудовано «саркофаг» у епіцентрі зони. Але поширення смертельного вірусу змусило уряд остаточно ізолювати територію. Люди, які не встигли евакуюватися із зони карантину, стали назавжди відрізаними від решти світу.
З часом люди, що залишилися в зоні, організувалися й почали створювати невеликі поселення. Територію Києва і околиць вони називали «Звалищем», а епіцентр зони — «Дірою». Населення об'єдналося в клани, керовані Лордами — людьми, що володіють достатньою силою і мужністю вести за собою інших. Деякі з них таємно підтримували контакти зі світом поза «Звалищем», отримуючи інформацію, ресурси і зброю в обмін на інформацію.
Дія гри розгортається на території постапокаліптичного Києва, його околиць, а також над містом на літаючих платформах. Київ зображено в занепаді, місто наповнене покинутими спорудами, руїнами, пожовклими деревами. З ними контрастують металічні футуристичні конструкції в володіннях Лордів, лабораторії та пристрої. В центрі міста височіє високотехнологічна вежа «саркофага». Серед визначних місць Києва у грі представлені: Майдан Незалежності, Києво-Печерська Лавра, Залізничний вокзал. Гра використовує текстури будівель і довкілля на основі реальних фотографій.

### Дія
Дія гри розгортається в 2096 році, під час чергового зібрання, очолюваного Дірявим. Вони обговорюють нещодавній теракт, внаслідок якого головні Лорди загинули. Лорд Марк планує очолити всі клани, але несподівано Дірявий представляє Родана. Марк шокований, адже усі Лорди загинули від вибуху. Той звинувачує його в теракті, але раптом стається вибух. Отямившись після вибуху, Родан розуміє, що лишився єдиним вцілілим та йде звершити помсту. Він відбивається від найманців, посланих убити його та зустрічає дівчину Єлену. Вона допомагає Родану й назначає місце зустрічі в безпечному місці. Прямуючи туди, Родан опиняється в засідці Марка, який і влаштував вбивство Лордів. Той тікає, але лишає за собою бомбу. Родан кидається навтьоки, однак від вибуху непритомніє.
Родан отямлюється в покинутій лабораторії професора Зіновського, наповненій чудовиськами. Він розшукує зброю, припаси і записи про дослідження аномалій «Звалища». Врешті йому вдається зустріти професора Горіна, що давно не може вибратися з лабораторії. Професор починає пояснювати минуле Родана і дає йому «ключ», що наділяє здатністю виконувати «енергетичні удари». Але тут пробуджується істота Хранитель, Горін тікає, а Родану доводиться знищити Хранителя, заштовхавши енергоударом його у полум'я. Після цього він вибирається на поверхню, де йому телефонує Єлена та повідомляє, що від їхньої останньої зустрічі минуло кілька днів, а за голову Родана назначено велику винагороду, позаяк всі вважають його винуватцем вибуху.
На Родана відкривають полювання добре озброєні найманці, але він пробивається крізь піхотинців і бронетехніку до метро. Там він зустрічає вцілілого Дірявого. Той розповідає, що названий батько Родана, Залізний Лорд, володів «енергоключами», здатними закрити «Діру» і знищити аномалії. Задля відплати і пошуків «ключів» Родан з Дірявим вирушають всередину цитаделі Марка. Подолавши охорону й турелі, вони постають перед Марком. Той каже, що легендарні провидці Сліпі навіщували смерть Родана, тому впевнено починає двобій. Проте Родан перемагає, зрубавши йому голову. Він добуває інший «ключ» і знову зустрічає Єлену. Дівчина повідомляє, що іще один «ключ» знаходиться в підземеллях під Печерською лаврою.
Вирішивши головоломку з використанням сил наявних «ключів», обоє спускаються до катакомб, де знаходять карту саркофага. Єлена розказує про ще один в Лорда Зеленого, що видав місце зібрання Лордів. Єлену викликає Зіновський, а Родан вирушає на вокзал, де звів свою цитадель Зелений. Родан знищує охоронців, розставлені пастки і чудовиськ, зрештою опинившись на вокзалі. Зелений посилає своїх поплічників і відстрілюється від Родана, але зазнає поразки. Зелений виправдовується тим, що видати місце зібрання його змусив Зіновський, але тут з'являється Якір, застрелює його і зникає.
У пошуках Якіра Родан приходить на Південний вокзал. Якір вбиває Дірявого, і використовує у бою з Роданом енергоудар «Викривлення часу», що сповільнює час для носія, проте програє. Несподівано він ранить Родана в шию.
Родан отямлюється в лабораторії Зіновського, котрий вилікував його. Професор замислив стерти йому пам'ять і використати для подальших експериментів. Він збирає всі «ключі», але тут прибуває Єлена зі звісткою про вторгнення урядових військ і захоплення лабораторії. Професор застрелює її за допомогу Родану та вирушає покинути «Звалище» задля продовження досліджень. Він викликає Якіра допомогти йому, але той вбиває професора і звільняє Родана. Виявлялось, Якір підозрював, що вчений не збирається закривати «Діру», тому вирішив його вбити.
У пошуках відповідей про своє призначення Родан вирушає до Вакуумних палат, де Зіновський утримував Сліпих. Він пробирається крізь низку телепортів на невагомих островах над Києвом. Сліпі розкривають, що Родан володіє частинками єдиного «ключа», здатного закрити «Діру». Ця аномалія поєднує наш світ з ворожим, що «харчується» іншими світами. Провидці стверджують, що через Родана загинуть, хоча він не бажає їх убивати. Присутність «ключів» приманює Хранителів, провидці йдуть, знаючи, що чудовиська уб'ють їх, а Родан дістається до телепорта на вулиці Києва.
За вказівками Горіна, він доходить до вежі «саркофага», зведеної навколо центру «Діри» на Майдані Незалежності. Щоб потрапити всередину, він вмикає механізм, який живиться від усіх «ключів». Увійшовши до вежі, Родан піднімається на верхівку, де чужинський світ породжує істоту Чорного янгола. Поборовши його, Родан бачить, що нічого не відбувається. Горін каже, що Родан і є «ключ», оскільки володіє всіма його частинами. Для блага всіх людей на «Звалищі» Родан входить в місце для ключа, «Діра» вибухає. Горін і Якір спостерігають за цим. Якір робить висновок, що їм тепер належить багато роботи.

## Головні герої
- Родан — головний герой гри, останній Лорд Внутрішнього кола. При проходженні з'ясовується, що Родан не зовсім людина — він штучно створений в лабораторіях як носій для «ключів» — артефактів, що вміщають згустки енергії для знищення «Діри» і згубно впливають на організм. Родан мускулистий чоловік, з блакитними очима і з дредами на голові. На руці є розкладний меч. Родан розкриває всю мережу змов на території «Звалища», вбиває зрадників, а в кінці гри жертвує життям, щоб знищити «Діру». В аддоні «Collapse: Лють» Родан відроджується в оновленому тілі.
- Єлена — помічниця професора Зіновського, але попри це виконує «подвійну роботу», забезпечуючи Родана інформацією. Має дві вищі освіти, розмовляє чотирма мовами, добре володіє вогнепальною зброєю. За зраду Зіновський вбиває її (у грі її можна врятувати, не допустивши загибелі, однак в аддоні «Collapse: Лють» з'ясовується, що вона все-таки загинула).
- Дірявий — давній друг і напарник Родана. Озброєний антигравітаційними рукавицями. З їх допомогою він піднімає легкі предмети і запускає їх ворогів, уражаючи навиліт. Убитий Якіром.
- Професор Горін — вчений, єдиний, хто вижив після нападу монстрів на підземні лабораторії під Києвом. Знає правду про Зіновського, історію Родана і про істинне призначення «ключів». Також фігурує в «Collapse: Лють» і допомагає Родану.
- Зіновський Анатолій Миколайович — вчений, керівник усіх наукових експедицій і досліджень, які проводяться на території «Звалища». Його основне завдання — знайти спосіб знищення «Діри», яке він не бажає виконувати, оскільки вплив аномалії дає надлюдські здібності. Саме він винний в оголошенні карантину, створивши вірус, яким убив свідків своїх експериментів, а вірус оголосив породженням «Діри». Його вбиває Якір, дізнавшись про справжню діяльність Зіновського.
- Якір — найманець, що виконує за Зіновського усю «брудну» роботу. Вміє сповільнювати час для отримання переваги над противниками. Дізнавшись про справи Зіновського, переходить на бік Родана. В «Collapse: Лють» повідомляється, що Якір втік з території «Звалища», скориставшись короткочасним зняттям карантину.
- Зелений — керівник клану, у минулому — права рука Залізного лорда. Він був посвячений в усі справи і виконував в штаті роль керівника. Зелений прагне свободи, нормального людського життя. Можливо, саме це і послугувало мотивом того, що Зелений починає працювати на два табори, підтримуючи зв'язок і з авторитетами на території Звалища, а особливо Зіновським, і з урядом. Вміє створювати навколо себе куленепробивний щит. Вбитий Якіром за те, що видав Зіновського.
- Марк — проводир одного з найсильніших кланів на «Звалищі». Ходять легенди, що дуже давно, ще за часів «першої агресії», коли «Звалище» знаходилося під контролем уряду, а Лорди не виділилися із загальної маси, Марк здійснив подорож до самої «Діри» і вижив при цьому. Після повернення він був наділений деякими надзвичайними силами і почав проповідувати ідею про «Вічне повернення», яка з часом стала основою його релігійної течії. Організував вбивство Лордів. Вміє створювати «фантомів» — точних копій самого себе. Вбитий Роданом.
- Сліпі провидці — старий чоловік і маленька дівчинка. Незважаючи на відсутність зору, володіють даром передбачати майбутнє, тому знають що відбувається навколо. Через це Зіновський тримає їх ув'язненими у «Вакуумних палатах» над Києвом. Допомагають Родану порадами щодо знищення Діри. Ймовірно, убиті монстрами.
- Микола — керівник одного з кланів. Після загибелі Лордів був ініціатором зустрічі керівників кланів для підписання мирної угоди. Загинув в результаті нападу найманців на будівлю, де відбувалася зустріч. З'являється лише на початку гри.
- Залізний Лорд — найголовніший і найвпливовіший з усіх Лордів на «Звалищі», колишній військовий, який через введення карантину не зміг покинути Київ і зібрав навколо себе інших уцілілих людей і організував власний клан. Залізний Лорд — вчитель і наставник Родана. Родан вважав його своїм батьком. Разом з іншими Лордами був убитий людьми Марка. В самій грі не фігурує[2].

## Саундтрек
Більшу частину композицій для саундтреку гри написали учасники російського електронного проекту «NewTone». Пісні, що увійшли до OST, вийшли на дебютному альбомі групи «No Copyrights», який видав лейбл М2 і російський торент-трекер torrents.ru. Реліз — 20 вересня 2008.

## Оцінки й відгуки
Collapse отримала схвальні відгуки критиків і гравців. Український журнал «Домашний ПК» поставив грі оцінку 4/5, відзначивши непоганий геймплей, графіку і оригінальний ігровий світ. За підсумками 2008 року від журналу «Gameplay» Creoteam отримала за створення Collapse нагороду «Найкращий дебют». Від Russian GDC гра удостоїлася нагороди «Найкращий екшн» 2008 року.
Російський інтернет-портал «Absolute Games» високо оцінив бойову систему, музику, але було розкритиковано діалогові сцени та елементи платформера у фіналі. Підсумкова оцінка склала 70 % із 100 % з вердиктом «Робота української студії заслуговує на увагу, але шедевром вона, однак, не стала». Портал Overclockers похвалив графіку, музику, бойову систему, незвичайну для ПК-ігор, однак зі зручним керуванням. Але сюжет було названо неоригінальним і фрагментарним. «Ігроманія» оцінила Collapse у 6,5/10, зауваживши з недоліків складні комбо, багатоетапні битви з босами та неоригінальність сюжету. Відзначалося, що після обширної рекламної кампанії гра не виправдала цілком очікувань: «Небезнадійний український слешер, якому для того, щоб стати хорошою грою, не вистачило професіоналізму розробників. Collapse провалюється за найважливішими для жанру параметрами: балансом і темпом».